# Leiodytes nicobaricus
Leiodytes nicobaricus is een keversoort uit de familie waterroofkevers (Dytiscidae). De wetenschappelijke naam van de soort is voor het eerst geldig gepubliceerd in 1867 door Redtenbacher.